# 奈良原浩
奈良原 浩（ならはら ひろし、1968年5月16日 - ）は、埼玉県白岡市出身の元プロ野球選手（内野手、右投右打）、プロ野球コーチ。現在は福岡ソフトバンクホークスの一軍ヘッドコーチを務めている。

## 経歴

### アマチュア時代
埼玉県白岡町でクリーニング店を営む家庭に生まれる。4歳の時に軟式野球のボールとグローブを買ってもらい、父と仕事の合間などにキャッチボールをするようになった。白岡市立篠津小学校ではスポーツ少年団で野球をし、篠津中学を経て帝京高校に進学。帝京では練習時間の2/3が守備練習に充てられ、監督の前田三夫による優れたノックで守備を鍛えられたという。1学年上に河田雄祐と小林昭則、1学年下に芝草宇宙がおり、チームは2年春の選抜大会で準優勝している。主将となった3年春も選抜大会に出場し、初戦で高知高校と対戦して自身は「1番・遊撃手」として2安打1盗塁の成績を残したが、チームは0対3で敗れている。
青山学院大学へ進むと、2年の秋に遊撃手として東都リーグのベストナインに満票で選ばれ、チームも優勝した。3年春のリーグ戦ではリーグ5位の打率を残してベストナインに選ばれ、同年は日米大学野球の代表にも選ばれた。3年秋、4年春・秋もベストナインに選ばれ、特に4年春は首位打者も獲得している。また同年も日米野球の代表に選ばれ、東都大学リーグでは通算77試合出場、251打数77安打、打率.307、1本塁打、24打点。
1990年度ドラフト会議にて西武ライオンズから2位指名を受け、契約金と年俸それぞれ6000万円、840万円（いずれも推定）で入団契約を結んだ。背番号は9。

### 西武時代
1991年から一軍守備走塁コーチの伊原春樹には「走塁と守備でプロとして食っていける」という高い評価を受け、4月21日には初めてスタメンで起用されるなどシーズンで70試合に出場した。同年の広島東洋カープとの日本シリーズでは第1戦に代走としてシリーズ初出場を果たした。
1992年は代走や田辺徳雄の守備固めとして試合終盤にたびたび起用された。同年のヤクルトスワローズとの日本シリーズでは第3戦の8回に伊東昭光からシリーズ初安打、初打点を記録している同年のシーズンオフには380万円増の年俸1700万円（推定）で契約を更改。
1993年は遊撃手として49試合にスタメンで出場するなど、110試合に出場。日本シリーズでは第1戦で「9番・遊撃手」としてシリーズで初めて先発出場し、2安打1得点の成績を残した。
1994年は5月7日の対ロッテ戦で送りバントした際に一塁上で転倒し、鎖骨を骨折。全治2か月のケガを負っている。
1995年は松井稼頭央と併用され、遊撃手として46試合にスタメンで出場し、2年ぶりに出場試合数が100試合を超えた。オフに、背番号を5に変更した。
1996年は田辺とともに主に二塁手として起用され、53試合に先発出場し、22盗塁を記録している。
1997年は高木浩之が二塁手として先発出場することが多く、出場試合数は100試合を割っている。1997年7月10日の近鉄戦の9回表無死一・二塁で二走の奈良原が捕手からのけん制でアウトこれに抗議し、塁審の胸を突き奈良原は退場となり、監督の東尾修は試合終了後塁審に胸ぐらをつかみ右足で回し蹴りし、東尾は3試合出場停止制裁金10万と処分を科された。同年10月30日に西崎幸広との交換トレードで石井丈裕とともに日本ハムファイターズへ移籍。背番号は4に決まった。この際、当時日本ハム監督のだった上田利治はトレード要員として奈良原と投手1名を要求し、他の野手なら交渉は破談にすると宣言したため、西武監督の東尾修はやむを得ず承諾したという。

### 日本ハム時代
1998年は開幕当初は代走や二塁手、遊撃手の守備固めとして起用されていたが、打撃不振に陥った金子誠に代わり、スタメンで起用されると3割を超える打率を記録し、5月19日から「2番・二塁手」のレギュラーに定着。その後、右肩を痛めた田中幸雄が6月下旬から一塁手にコンバートされたため、「2番・遊撃手」となっている。夏場は体調維持に苦しんだが、自身初の規定打席に到達し、ビッグバン打線の中で貴重なつなぎ役となった。同年はリーグ2位の30盗塁、同5位の出塁率.388を記録し、年俸は2600万円増の7400万円（推定）となっている。
1999年は田中幸雄が遊撃手に戻り、自身は代走や守備固めなどでの起用が増えた。
2000年は田中幸雄や金子の故障をカバーする働きを見せ、チームの優勝争いを巧みな守備などで支えた。同年のシーズンオフにはFAの権利を行使し、複数年契約で残留している。
2002年には監督の大島康徳から指名を受け、主将に就任。同年のシーズンは遊撃手のレギュラーとして期待され、オープン戦では打率.412の好成績を残している。しかし、シーズンに入るとストライクゾーンの拡大により、待球が難しくなったこともあり、打撃不振に陥った。また、札幌市への本拠地移転計画の発表や日本ハム本社の牛肉偽装事件などがあり、チームの動揺を防ぐのに苦労したほか、4月には父が亡くなっている。同年のシーズンオフには400万円減の年俸6800万円（推定）で契約を更改した。木元邦之の成長などもあって出場機会は徐々に減った。
2005年オフには翌年のシーズンの年俸半減もしくは自由契約とすることを通告されている。

### 中日時代
2006年には6月20日、金銭トレードで中日ドラゴンズへ移籍。背番号は95。9月19日の対横浜ベイスターズ戦では、ライトスタンドに飛んだ打球が観客に捕られ、裁定によって二塁打となっているなお中日移籍後の初打点は、リーグ優勝が決定した10月10日の対巨人戦で延長12回表に放った適時打であった。古巣・日本ハムとの日本シリーズでは第1戦、第2戦で代走として起用されている。同年のシーズンオフに現役を引退した。

### 引退後
2007年から2010年まで、中日の二軍内野守備走塁コーチを担当。背番号は82。2011年は二軍野手コーチを務め、同年限りで落合博満が監督を辞任すると、10月6日付で一軍ヘッドコーチの森繁和ら他の8人のコーチとともに退団が発表された。
2012年からは古巣・西武の一軍内野守備・走塁コーチを務めた。背番号は74。しかし、2016年は両リーグワーストの101失策を記録し、同年9月29日に、一軍打撃コーチの宮地克彦とともに退団が発表された。

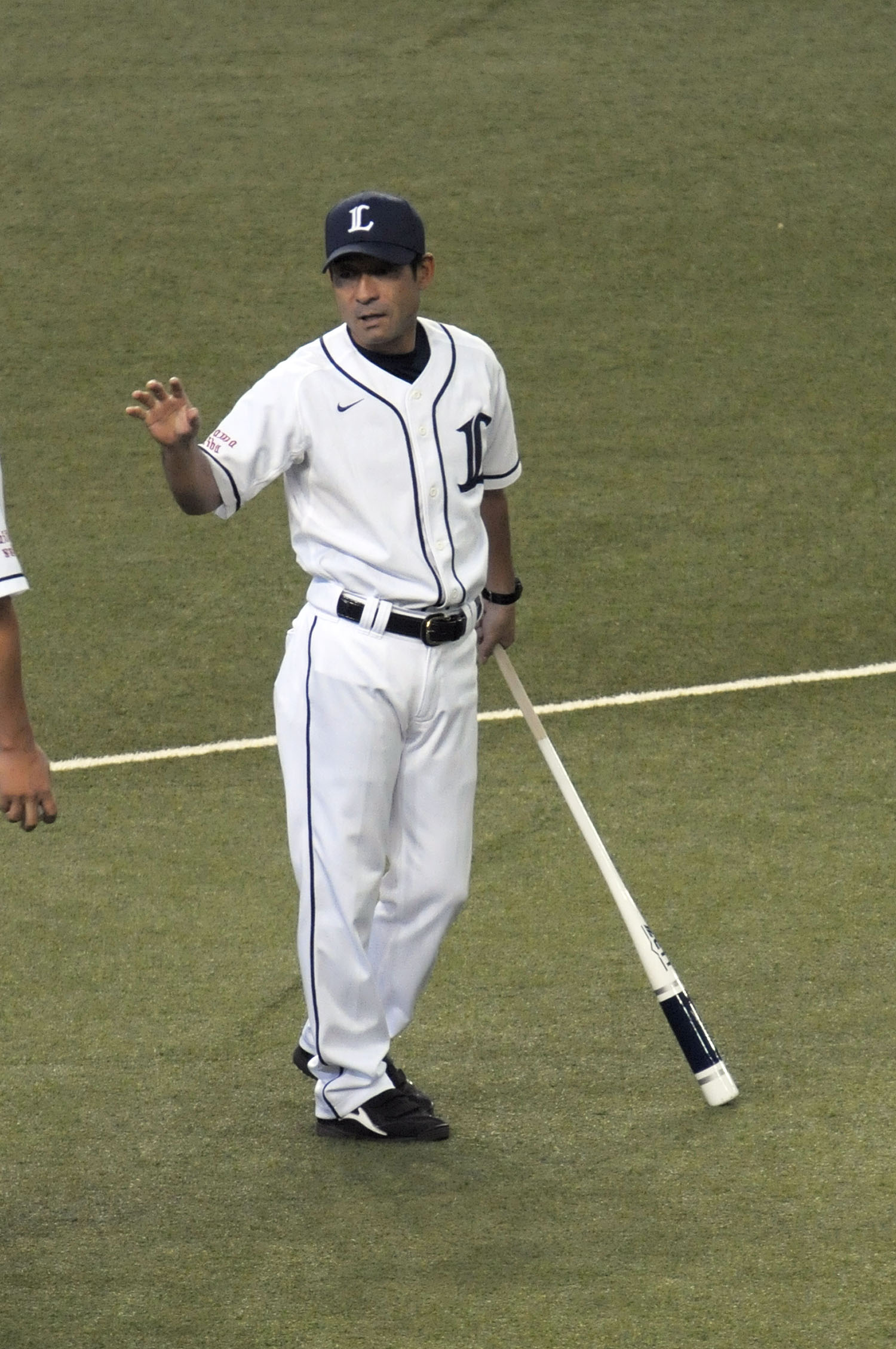
西武一軍守備走塁コーチ時代（2012年9月30日、西武プリンスドームにて）

同年10月12日、2017年より中日の一軍内野守備走塁コーチを務めることが発表され、6年ぶりに中日へ復帰となった。背番号は83。2017年のWBCでは野球日本代表のヘッドコーチを務め、監督の小久保監督、奈良原ヘッド体制でベスト4に導いた実績がある。攻撃時は三塁コーチを担当した。コーチの一軍・二軍の枠が撤廃された2018年は内野守備走塁コーチとして、2017年から2019年までは一軍内野守備走塁コーチとして、3年間在籍した後、2019年10月3日に同年限りでの退団が発表された。堂上直倫は奈良原を「守りの師匠」し、模倣としている。権藤博は「私は投手でダメになったあと、遊撃に転向したので守備のこともわかる。芯で捕るにはグラブの角度、体の入れ方を調節し、グラブの面に対して90度の角度で球を受けないといけない。それを実際にやってみせ、理屈も説明できるのが奈良原コーチ。ノックも厳しく、捕り方が少しでも怪しいと「もう一丁」。そんな指導で、堂上や高橋、一塁のダヤン・ビシエドを含め、中日内野陣はみるみる上手になった。」と述べている。京田陽太の遊撃定着をアシストした。

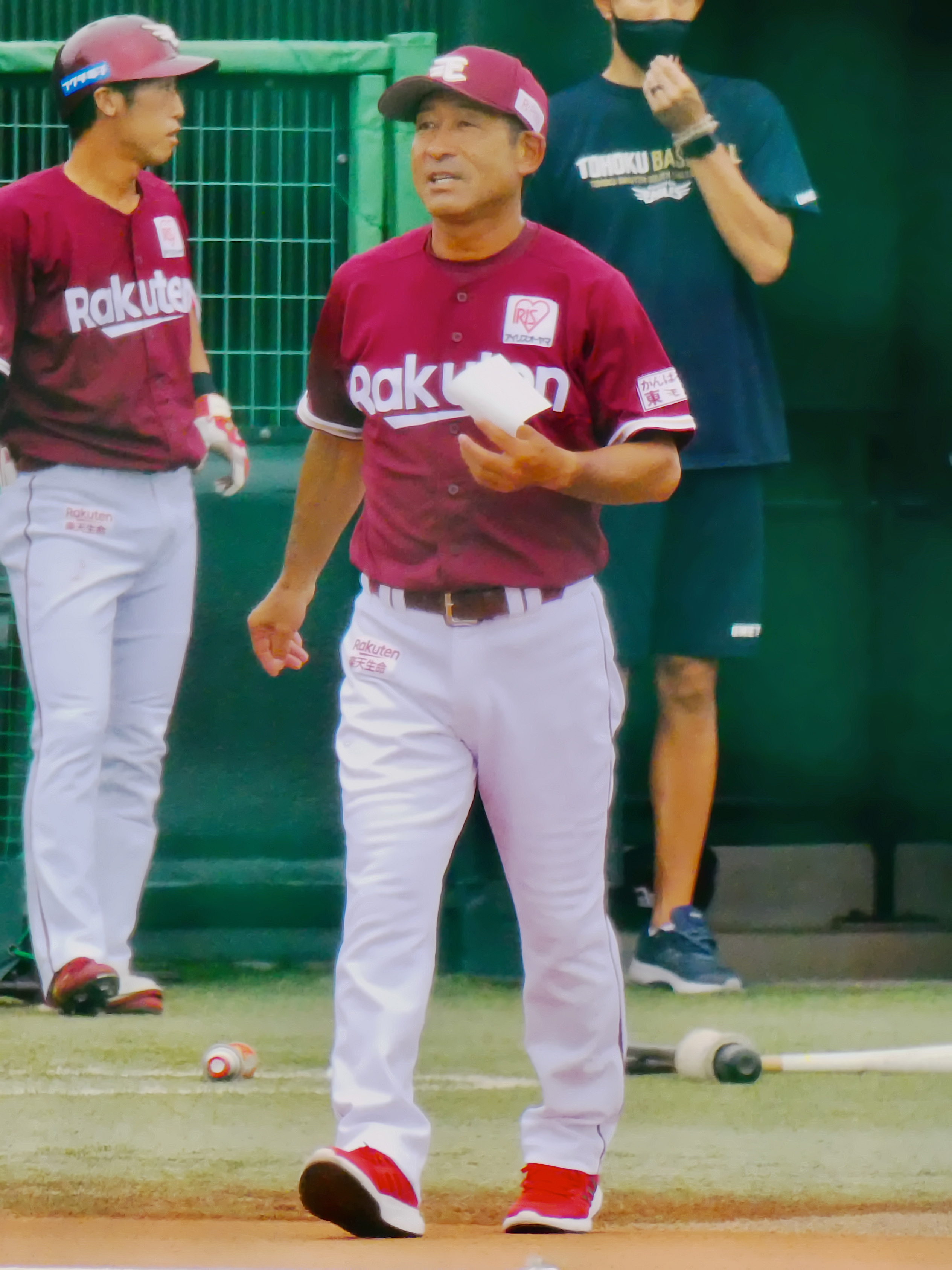
東北楽天ゴールデンイーグルス二軍監督時代
（2020年9月1日 ヤクルト戸田球場）

同年10月14日、2020年は東北楽天ゴールデンイーグルスの二軍監督を務めることが発表された。背番号は95。イースタン・リーグ優勝、球団初のファーム日本一を達成した。2021年からは一軍内野守備走塁コーチ、2023年は育成総合コーチを務め、同年限りで退団した。
2024年からは、大学の後輩である小久保裕紀のソフトバンク監督就任に伴い、福岡ソフトバンクホークスのヘッドコーチを務める。背番号は92。

## 選手としての特徴
辻発彦と組んだ二遊間の守備は日本一とも言われ、ゴールデングラブ賞の受賞歴こそないものの、オレステス・デストラーデからは「オジー・スミスとまでは言わないが、MLBで十分に通用する守備能力が奈良原にはある」と評価されている。プロに入った頃から守備に自信はあったが、西武で辻や石毛宏典と一緒に練習したことにより、雑な部分が消えて上達した。特に、辻からは練習に対する真摯な姿勢やプレーについてメモを取ることなど多くを学んだという。守備では特に打球へのスタートを重視しており、捕手のサインや打者のクセから常に打球の方向を予想していた。
西武では細かいプレーができる選手として存在感が大きく、同じパ・リーグの日本ハムに移籍した際には西武がフォーメーションのサインを全て変更している。トレードにより出場機会が増えるため奈良原にとってメリットもあるだろう、という判断もあったと東尾修は語っており、奈良原も西武を恨む気持ちはなかったという。日本ハムで主将に就任した際には、野球に対する情熱や知識、精神的な強さを高く評価されている。
松井稼頭央は「奈良原さん、ボールを捕ってからいつ投げてるの？というぐらい一連の動作が早く手品みたいでしたよ。自分の場合PL学園の時に先輩たちのプレーを視察して技を盗もうと思っていました。プロでも同じです。コーチから丁寧に教えてもらう機会がないので自分で観察して試すしかない。観察が上達につながったのかな」と述べている。

## 人物
奈良原の友人が発見した小惑星(15716) Naraharaは奈良原の名前にちなんで命名された。

## 詳細情報

### 年度別打撃成績
| 年 度      | 球 団      | 試 合 | 打 席 | 打 数 | 得 点 | 安 打 | 二 塁 打 | 三 塁 打 | 本 塁 打 | 塁 打 | 打 点 | 盗 塁 | 盗 塁 死 | 犠 打 | 犠 飛 | 四 球 | 敬 遠 | 死 球 | 三 振 | 併 殺 打 | 打 率 | 出 塁 率 | 長 打 率 | O P S |
| ---------- | ---------- | ----- | ----- | ----- | ----- | ----- | -------- | -------- | -------- | ----- | ----- | ----- | -------- | ----- | ----- | ----- | ----- | ----- | ----- | -------- | ----- | -------- | -------- | ----- |
| 1991       | 西武       | 70    | 63    | 57    | 9     | 13    | 1        | 0        | 0        | 14    | 1     | 3     | 3        | 3     | 0     | 3     | 0     | 0     | 9     | 0        | .228  | .267     | .246     | .512  |
| 1992       | 西武       | 66    | 40    | 35    | 9     | 6     | 1        | 0        | 0        | 7     | 4     | 3     | 1        | 2     | 0     | 3     | 0     | 0     | 7     | 0        | .171  | .237     | .200     | .437  |
| 1993       | 西武       | 110   | 205   | 161   | 20    | 40    | 3        | 0        | 0        | 43    | 13    | 10    | 4        | 16    | 1     | 26    | 0     | 1     | 24    | 1        | .248  | .354     | .267     | .622  |
| 1994       | 西武       | 72    | 176   | 141   | 26    | 35    | 5        | 0        | 0        | 40    | 11    | 14    | 4        | 11    | 2     | 21    | 0     | 1     | 17    | 1        | .248  | .345     | .284     | .629  |
| 1995       | 西武       | 102   | 245   | 208   | 19    | 47    | 5        | 1        | 0        | 54    | 13    | 19    | 6        | 18    | 2     | 16    | 0     | 1     | 29    | 1        | .226  | .282     | .260     | .542  |
| 1996       | 西武       | 108   | 215   | 170   | 31    | 37    | 4        | 3        | 2        | 53    | 8     | 22    | 5        | 22    | 3     | 18    | 0     | 2     | 34    | 3        | .218  | .295     | .312     | .607  |
| 1997       | 西武       | 94    | 100   | 89    | 20    | 17    | 1        | 2        | 0        | 22    | 3     | 13    | 6        | 5     | 0     | 6     | 0     | 0     | 17    | 1        | .191  | .242     | .247     | .489  |
| 1998       | 日本ハム   | 128   | 464   | 364   | 72    | 102   | 6        | 4        | 1        | 119   | 25    | 30    | 6        | 36    | 0     | 60    | 1     | 4     | 50    | 9        | .280  | .388     | .327     | .715  |
| 1999       | 日本ハム   | 88    | 121   | 103   | 17    | 18    | 5        | 0        | 0        | 23    | 6     | 6     | 1        | 9     | 0     | 9     | 0     | 0     | 18    | 1        | .175  | .241     | .223     | .464  |
| 2000       | 日本ハム   | 101   | 305   | 254   | 50    | 65    | 16       | 0        | 3        | 90    | 31    | 14    | 3        | 13    | 2     | 36    | 0     | 0     | 46    | 6        | .256  | .346     | .354     | .700  |
| 2001       | 日本ハム   | 124   | 399   | 334   | 32    | 79    | 19       | 3        | 4        | 116   | 19    | 27    | 5        | 31    | 1     | 33    | 0     | 0     | 59    | 5        | .237  | .304     | .347     | .652  |
| 2002       | 日本ハム   | 116   | 364   | 320   | 22    | 65    | 6        | 0        | 1        | 74    | 19    | 13    | 4        | 21    | 2     | 21    | 0     | 0     | 49    | 1        | .203  | .251     | .231     | .482  |
| 2003       | 日本ハム   | 109   | 376   | 317   | 40    | 82    | 24       | 3        | 0        | 112   | 32    | 12    | 4        | 16    | 4     | 35    | 1     | 4     | 70    | 3        | .259  | .336     | .353     | .689  |
| 2004       | 日本ハム   | 85    | 109   | 99    | 21    | 24    | 4        | 1        | 0        | 30    | 9     | 5     | 1        | 4     | 0     | 5     | 0     | 1     | 20    | 1        | .242  | .286     | .303     | .589  |
| 2005       | 日本ハム   | 98    | 179   | 165   | 21    | 38    | 7        | 2        | 2        | 55    | 17    | 6     | 2        | 5     | 1     | 7     | 0     | 1     | 35    | 1        | .230  | .264     | .333     | .598  |
| 2006       | 中日       | 37    | 35    | 31    | 4     | 6     | 2        | 0        | 0        | 8     | 1     | 1     | 0        | 3     | 0     | 1     | 1     | 0     | 11    | 0        | .194  | .219     | .258     | .477  |
| 通算：16年 | 通算：16年 | 1508  | 3396  | 2848  | 413   | 674   | 109      | 19       | 13       | 860   | 212   | 198   | 55       | 215   | 18    | 300   | 3     | 15    | 495   | 34       | .237  | .311     | .302     | .613  |

### 年度別守備成績
| 年 度 | 球 団    | 二塁  | 二塁  | 二塁  | 二塁  | 二塁  | 二塁     | 三塁  | 三塁  | 三塁  | 三塁  | 三塁  | 三塁     | 遊撃  | 遊撃  | 遊撃  | 遊撃  | 遊撃  | 遊撃     |
| 年 度 | 球 団    | 試 合 | 刺 殺 | 補 殺 | 失 策 | 併 殺 | 守 備 率 | 試 合 | 刺 殺 | 補 殺 | 失 策 | 併 殺 | 守 備 率 | 試 合 | 刺 殺 | 補 殺 | 失 策 | 併 殺 | 守 備 率 |
| ----- | -------- | ----- | ----- | ----- | ----- | ----- | -------- | ----- | ----- | ----- | ----- | ----- | -------- | ----- | ----- | ----- | ----- | ----- | -------- |
| 1992  | 西武     | 16    | 7     | 12    | 0     | 5     | 1.000    | -     | -     | -     | -     | -     | -        | 48    | 25    | 50    | 0     | 13    | 1.000    |
| 1993  | 西武     | 4     | 3     | 6     | 0     | 0     | 1.000    | -     | -     | -     | -     | -     | -        | 102   | 82    | 183   | 4     | 43    | .985     |
| 1994  | 西武     | 20    | 10    | 25    | 0     | 1     | 1.000    | -     | -     | -     | -     | -     | -        | 53    | 64    | 111   | 3     | 26    | .983     |
| 1995  | 西武     | 39    | 26    | 48    | 1     | 5     | .987     | -     | -     | -     | -     | -     | -        | 75    | 72    | 169   | 3     | 28    | .988     |
| 1996  | 西武     | 97    | 150   | 172   | 5     | 44    | .985     | -     | -     | -     | -     | -     | -        | 9     | 3     | 7     | 0     | 1     | 1.000    |
| 1997  | 西武     | 83    | 73    | 98    | 2     | 21    | .988     | -     | -     | -     | -     | -     | -        | -     | -     | -     | -     | -     | -        |
| 1998  | 日本ハム | 33    | 76    | 78    | 2     | 23    | .987     | 3     | 1     | 0     | 0     | 0     | 1.000    | 99    | 117   | 215   | 11    | 46    | .968     |
| 1999  | 日本ハム | 31    | 26    | 39    | 1     | 8     | .985     | 14    | 7     | 8     | 0     | 1     | 1.000    | 29    | 15    | 52    | 2     | 8     | .971     |
| 2000  | 日本ハム | 30    | 64    | 85    | 2     | 15    | .987     | -     | -     | -     | -     | -     | -        | 80    | 96    | 149   | 11    | 40    | .957     |
| 2001  | 日本ハム | -     | -     | -     | -     | -     | -        | 40    | 14    | 40    | 3     | 1     | .947     | 96    | 79    | 233   | 6     | 49    | .981     |
| 2002  | 日本ハム | 65    | 107   | 153   | 0     | 29    | 1.000    | 4     | 0     | 0     | 0     | 0     | ----     | 52    | 69    | 131   | 2     | 23    | .990     |
| 2003  | 日本ハム | 88    | 169   | 232   | 3     | 53    | .993     | 8     | 3     | 8     | 0     | 0     | 1.000    | 23    | 16    | 39    | 1     | 9     | .982     |
| 2004  | 日本ハム | 65    | 31    | 67    | 2     | 11    | .980     | 5     | 0     | 6     | 1     | 1     | .857     | 13    | 9     | 20    | 0     | 6     | 1.000    |
| 2005  | 日本ハム | 56    | 49    | 82    | 0     | 20    | 1.000    | 2     | 2     | 1     | 1     | 0     | .750     | 39    | 32    | 92    | 3     | 19    | .976     |
| 2006  | 中日     | 14    | 6     | 18    | 0     | 3     | 1.000    | 7     | 1     | 0     | 0     | 0     | 1.000    | -     | -     | -     | -     | -     | -        |
| 通算  | 通算     | 641   | 797   | 1115  | 18    | 238   | .991     | 83    | 28    | 63    | 5     | 3     | .948     | 718   | 679   | 1451  | 46    | 311   | .979     |

### 記録
初記録
- 初出場：1991年4月6日、対ロッテオリオンズ1回戦（西武ライオンズ球場）、8回裏にオレステス・デストラーデの代走で出場
- 初先発出場：1991年4月21日、対近鉄バファローズ3回戦（藤井寺球場）、「9番・遊撃手」で先発出場
- 初安打：同上、3回表に山崎慎太郎から
- 初犠打：1991年4月23日、対オリックス・ブルーウェーブ4回戦（西武ライオンズ球場）、3回裏に星野伸之から一塁前犠打
- 初盗塁：1991年6月16日、対近鉄バファローズ14回戦（ナゴヤ球場）、8回表に二盗（投手：赤堀元之、捕手：光山英和）
- 初打点：1991年10月13日、対ロッテオリオンズ26回戦（川崎球場）、8回表に安藤信二の代打で出場、今野隆裕から適時二塁打
- 初本塁打：1996年7月18日、対日本ハムファイターズ20回戦（西武ライオンズ球場）、6回裏に今関勝からソロ

節目の記録
- 1000試合出場：2001年6月24日、対千葉ロッテマリーンズ15回戦（千葉マリンスタジアム）、6回裏に遊撃手として出場 ※史上368人目
- 200犠打：2003年6月22日、対大阪近鉄バファローズ14回戦（大阪ドーム）、10回表に岡本晃から投手前犠打 ※史上23人目
- 1500試合出場：2006年9月18日、対横浜ベイスターズ14回戦（横浜スタジアム）、8回表に小林正人の代打として出場 ※史上147人目

### 背番号
- 9（1991年[12] - 1995年）
- 5（1996年[12] - 1997年）
- 4（1998年 - 2006年途中）
- 95（2006年途中[31] - 同年終了、2020年[47] - 2023年）
- 82（2007年[31] - 2011年）
- 74（2012年[37] - 2016年）
- 83（2017年[31] - 2019年）
- 92（2024年[53] - ）

### 代表コーチ歴
- 日米野球2014
- 2015 WBSCプレミア12 日本代表
- 2017 ワールド・ベースボール・クラシック日本代表